# Rudolph Otto von Budritzki
Rudolph Otto von Budritzki (Berlino, 17 ottobre 1812 – Berlino, 15 febbraio 1876) è stato un generale tedesco.

## Biografia

### I primi passi nell'esercito
Nato a Berlino, egli entrò nell'esercito nel 1830 come cadetto dei corpi di guardia di Potsdam e Berlino, divenendo poi Secondo Luogotenente del 1º reggimento di fanteria e divenendo aiutante di campo del primo ministro dal 1844. Durante la rivoluzione del 1848 egli fu aiutante di campo per un battaglione di fucilieri e partecipò ai combattimenti avvenuti a Berlino. Quello stesso anno egli si recò nello Schleswig-Holstein ove, il 23 aprile 1848 prese parte alla battaglia dello Schleswig. Nel 1849 venne nominato comandante in riconoscimento del grande coraggio dimostrato in altri combattimenti tenutisi a Dresda.
Nel maggio del 1856 divenne Maggiore e nel 1860 venne promosso al rango di Luogotenente Colonnello. Negli anni successivi comandò il reggimento di Sassonia-Coburgo-Gotha per poi passare dal 1864 al "Regina Augusta", il 4º reggimento di fanteria, col quale prese parte alla guerra contro la Danimarca dove venne ferito sebbene il suo reggimento non fosse stato direttamente coinvolto negli scontri.
Nel 1865 assunse la guida del 1º reggimento di fanteria "Zar Alessandro" nel quale aveva egli stesso militato all'inizio della propria carriera. Nel 1866, dopo essere stato nominato Maggiore Generale, venne trasferito alla 3ª brigata di fanteria con la quale prese parte alla Battaglia di Königgrätz.

### Il ruolo nella guerra franco-prussiana
Nella guerra del 1870 egli presep arte come Luogotenente Generale a capo della 2ª divisione di fanteria della guardia. Con questo corpo egli prese parte alla Battaglia di Gravelotte ed a quella di Sedan per poi muoversi in direzione di Parigi. Egli condusse inoltre un favoloso contrattacco durante la Battaglia di Le Bourget il 30 ottobre 1870, battaglia nella quale portò personalmente la bandiera del 2º battaglione del reggimento "Elizabeth" con la quale è raffigurato in molti dipinti e incisioni d'epoca. Per queste azioni egli ricevette la decorazione Pour le Mèrite il 1º novembre 1870.
Dopo la guerra franco-prussiana fu membro della commissione di guerra per la riforma del codice di giustizia militare nel 1871, venendo nominato poi generale di fanteria nel 1875. Morì l'anno successivo nella sua città natale.